# ليونيل هولينز
ليونيل هولينز (بالإنجليزية: Lionel Hollins)‏ مواليد 19 أكتوبر 1953 في أركنساس سيتي، هو مدرب كرة سلة أمريكي ولاعب سابق. بدأ مسيرته الاحترافية في سنة 1975. تم اختياره من قبل فريق بورتلاند ترايل بلايزرز خلال الدرافت. يبلغ طوله 6 قدم 3 بوصة (1.9 م). اعتزل اللعب في 1985. فاز بلقب دوري إن بي إيه.

## المسيرة الاحترافية
لعب مع بورتلاند ترايل بلايزرز من سنة 1975 إلى 1980، ثم لعب مع فيلادلفيا سفنتي سيكسرز من سنة 1980 إلى 1982، ثم لعب مع لوس أنجلوس كليبرز في موسم 1982–1983، ثم لعب مع ديترويت بيستونز في موسم 1983–1984، ثم لعب مع هيوستن روكتس في موسم 1984–1985.

## إحصائيات المسيرة
| الفريق          | السنة   | G   | W   | L   | W–L% | النهاية | PG | PW | PL | PW–L% | النتيجة                  |
| --------------- | ------- | --- | --- | --- | ---- | ------- | -- | -- | -- | ----- | ------------------------ |
| فانكوفر جريزليز | 1999–00 | 60  | 18  | 42  | .300 | 7       | —  | —  | —  | —     | غاب عن الأدوار الإقصائية |
| ميمفيس غريزليس  | 2004–05 | 4   | 0   | 4   | .000 | —       | —  | —  | —  | —     | —                        |
| ميمفيس غريزليس  | 2008–09 | 39  | 13  | 26  | .333 | 5       | —  | —  | —  | —     | غاب عن الأدوار الإقصائية |
| ميمفيس غريزليس  | 2009–10 | 82  | 40  | 42  | .488 | 4       | —  | —  | —  | —     | غاب عن الأدوار الإقصائية |
| ميمفيس غريزليس  | 2010–11 | 82  | 46  | 36  | .561 | 4       | 13 | 7  | 6  | .538  | خسر في نصف نهائي القسم   |
| ميمفيس غريزليس  | 2011–12 | 66  | 41  | 25  | .621 | 2       | 7  | 3  | 4  | .429  | خسر في الجولة الأولى     |
| ميمفيس غريزليس  | 2012–13 | 82  | 56  | 26  | .683 | 2       | 15 | 8  | 7  | .533  | خسر في نهائيات القسم     |
| بروكلين نتس     | 2014–15 | 82  | 38  | 44  | .463 | 3       | 6  | 2  | 4  | .333  | خسر في الجولة الأولى     |
| بروكلين نتس     | 2015–16 | 37  | 10  | 27  | .270 | (أقيل)  | —  | —  | —  | —     | —                        |
| المسيرة         |         | 534 | 262 | 272 | .491 |         | 41 | 20 | 21 | .488  |                          |

## روابط خارجية
- ليونيل هولينز على موقع إن بي أي (الإنجليزية)
- ليونيل هولينز على موقع سبورتس رفرنس (الإنجليزية)
- ليونيل هولينز على موقع كلية كرة السلة في سبورتس رفرنس.كوم (الإنجليزية)
- ليونيل هولينز على موقع ريلجم (الإنجليزية)
- ليونيل هولينز على موقع بروبوليرز (الإنجليزية)
- ليونيل هولينز على موقع سبورتس رفرنس (الإنجليزية)